# Junko Partner
Junko Partner è un album postumo di Mike Bloomfield che fu pubblicato nel 1984. In Gran Bretagna uscì con il titolo American Hero.
Questo disco contiene la performance dal vivo registrata il primo Gennaio 1977 al McCabe's Guitar Shop di Santa Monica in California.
Nel 2000 il lavoro fu ripubblicato dall'etichetta italiana Akarma Records.

## Tracce
1. Hully Gully – 4:01 (Cliff Goldsmith)
2. Wings of an Angel – 3:55 (Chester Burnett)
3. Walking the Floor over You – 4:23 (Ernest Tubb)
4. Don't You Lie to Me – 4:09 (Hudson Whittaker)
5. Junko Partner – 4:44 (Bob Shad)
6. Knockin' Myself Out – 3:45 (Lillian "Lil" Green)
7. Women Lovin' Each Other – 4:43 (Mike Bloomfield)
8. Cherry Red – 3:45 (Pete Johnson, Big Joe Turner)
9. Rx for the Blues – 2:20 (Mike Bloomfield)
10. You Must Have Seen Jesus – 5:36 (Brano tradizionale)

## Musicisti
- Mike Bloomfield - chitarra, voce
- Mark Naftalin - tastiere
- Beull Neidlinger - basso
- Buddy Helm - batteria